# Gruppi di omotopia
In matematica, i gruppi di omotopia sono un oggetto algebrico che intuitivamente misura la quantità di "buchi n-dimensionali" di uno spazio. 
Il gruppo di omotopia più usato è il gruppo fondamentale, che corrisponde al caso n=1. Per n>1 tali oggetti algebrici sono spesso difficilmente calcolabili anche per gli spazi topologici più semplici, come ad esempio le sfere, e per questo motivo si usano spesso al loro posto i gruppi di omologia.

## Definizione

### Omotopia
Scegliamo un punto base p nella sfera n-dimensionale Sn, ed un altro punto base x in un dato spazio topologico X. Definiamo quindi l'insieme πn(X, x) delle classi di omotopia relativa delle mappe f : Sn → X continue tali che f(p) = x. In altre parole, consideriamo due tali mappe equivalenti quando sono deformabili l'una nell'altra tramite mappe che mandano sempre p in x.
Equivalentemente, possiamo definire πn(X, x) come l'insieme delle mappe continue dal cubo n-dimensionale [0, 1]n in X che mappano tutto il bordo del cubo sul punto x, a meno di omotopia relativa al bordo (cioè due mappe sono equivalenti se sono deformabili l'una nell'altra tramite mappe che mandano sempre il bordo in x).
Le due definizioni sono equivalenti perché quozientando il bordo del cubo ad un punto si ottiene la sfera.

### Struttura di gruppo

Composizione di due mappe.

Per n ≥ 1, l'insieme πn(X, x) è in realtà un gruppo con l'operazione che a due mappe f e g, ne associa un'altra f * g che le "incolla" nel modo seguente: quozientando l'equatore di Sn ad un punto otteniamo un bouquet B di due sfere, e quindi una proiezione p: Sn → B che manda tutto l'equatore nel vertice del bouquet. Mappando le due sfere del bouquet su X tramite f e g (in modo che il vertice sia il punto base), e componendo con la proiezione p ottengo una nuova mappa, che chiamo f * g (dobbiamo anche fissare un nuovo punto base sull'equatore).
Possiamo descrivere questa operazione in modo più rigoroso interpretando f e g come mappe dal cubo a X: consideriamo lo spazio 
C = [0,  2] x [0, 1]n-1, unione di due cubi [0,  1] x [0, 1]n-1 e [1,  2] x [0, 1]n-1.
Definiamo una funzione continua h: C → X nel modo seguente: sul cubo di sinistra h è f, mentre su quello di destra è g. Le due funzioni coincidono sulla parete in comune {1} x [0, 1]n-1, che viene mappata tutta su x. 
A questo punto "strizziamo" C per ottenere un altro cubo tramite la mappa
s:[0, 1]n → C   s(t1, ... tn) = (2t1, t2,... tn)
e quindi definiamo finalmente f * g come h o s. Notiamo che anche f * g manda tutto il bordo del cubo su X, e quindi è un elemento di πn(X, x). Infine, si verifica che se f'  e g'  sono funzioni omotope a f e g, la funzione composta f'  * g'  è omotopa a f * g: questo garantisce che la classe di f * g sia effettivamente ben definita.

## Proprietà
- L'insieme π0(X, x) è in naturale corrispondenza biunivoca con l'insieme delle componenti connesse per archi di X. Solitamente, nel calcolare πn(X, x) per n>0 si suppone che X sia connesso per archi, cioè che π0(X, x) consti di un punto solo.
- Il gruppo π1(X, x) è il gruppo fondamentale di (X, x).
- Il gruppo πn(X, x) per n>1 è abeliano.
- Ogni mappa continua f: Y → X tale che f(y) = (x) induce omomorfismi

f* πn(Y, y) → πn(X, x)
- Mappe omotope inducono gli stessi omomorfismi. Segue che spazi omotopicamente equivalenti hanno gli stessi gruppi di omotopia (da cui il nome!)
- Se f: Y → X è un rivestimento, induce una mappa iniettiva sui gruppi fondamentali ed un isomorfismo sui πn per ogni n > 1.

## Esempi
Usando le proprietà descritte sopra possiamo già calcolare i gruppi di omotopia di alcuni spazi semplici. Consideriamo solo spazi connessi per archi, per i quali π0 è un punto solo. 
- Qualsiasi spazio contrattile ha tutti i gruppi di omotopia banali: quindi ad esempio la retta, il piano, e più in generale Rn.

- Usando i rivestimenti si dimostra che la circonferenza ha π1 = Z. Più facilmente si dimostra che ha tutti i gruppi di omotopia più alti banali: infatti questi non cambiano tramite rivestimento, e la circonferenza è rivestita da R, che li ha tutti banali.

- In generale, uno spazio rivestito da uno spazio contrattile (ad esempio Rn) ha i gruppi di omotopia per n>1 tutti banali. Quindi ad esempio il toro, la bottiglia di Klein.

Più difficile è calcolare i gruppi di omotopia delle sfere, perché non sono contrattili: in molti casi ancora non si conoscono! Mancano infatti per n>1 degli strumenti fondamentali quali il Teorema di Van Kampen, che funziona solo per il gruppo fondamentale. I gruppi di omotopia di ordine superiore sono generalmente più difficili da calcolare, benché siano abeliani.
Inoltre in molti casi questi gruppi si comportano in modo poco intuitivo, non rispondendo all'esigenza originaria di "contare i buchi n-dimensionali". Ad esempio, quanto segue mostra che π3(S2) = Z: il terzo gruppo di omotopia della sfera bidimensionale non è banale.

## La successione esatta lunga di un fibrato
Uno dei pochi strumenti a disposizione per calcolare i gruppi di omotopia è il seguente: se p : E → B un fibrato con fibra F allora c'è una successione esatta lunga di gruppi di omotopia:
… → πn(F) → πn(E) → πn(B) → πn−1(F) → … → π0(E) → π0(B) → 0
Le mappe sui π0 non sono omomorfismi perché i π0 non sono gruppi, ma sono esatte nel senso che l'immagine coincide con il nucleo.
Un esempio in cui si applica la successione è la fibrazione di Hopf: Sia B = S2 ed E = S3.  Sia p la fibrazione di Hopf, avente fibra S1.  Dalla successione esatta lunga otteniamo:
… → πn(S1) → πn(S3) → πn(S2) → πn−1(S1) → …
ed il fatto che πn(S1) = 0 per n ≥ 2 implica che πn(S3) = πn(S2) per n ≥ 3.  In particolare, π3(S2) = π3(S3) = Z.